# AMX 13 105 AUTOMOTEUR
Die AMX-13 105 AUTOMOTEUR ist eine französische Selbstfahrlafette mit einer 105-mm-Haubitze auf Basis des leichten Panzers AMX-13.

## Geschichte
Der erste Prototyp wurde 1949 fertiggestellt. Danach experimentierte man mit diesem Prototyp bis 1955 und fertige die Lafette dann in Serie. Es war die erste französische Selbstfahrlafette, die serienmäßig produziert wurde. Die Schweizer Armee beschaffte 1960 vier Versuchsfahrzeuge. Nach der Erprobung wurde in der Schweizer Armee auf eine Beschaffung verzichtet. Eines dieser Versuchsfahrzeuge ist heute im Schweizerischen Militärmuseum Full ausgestellt.

## Versionen
- AMX-105: Erste Serienversion, die von der französischen Armee übernommen wurde. Auch bekannt als AMX Mk 61 oder AMX-105A. Diese Variante ist mit einem Modèle-50-Geschütz ausgestattet.[1]
- AMX-PRA: Niederländische Variante des AMX-105, ausgestattet mit einer L/30-Haubitze, niederländischen Funkgeräten und einem FN-MAG-Maschinengewehr als Sekundärbewaffnung.[1]
- AMX-105B: Exportversion, auch bekannt als AMX Mk 62. Prototypen wurden von der Schweiz gekauft, aber nicht in die Armee eingeführt.[1]

## Nutzer

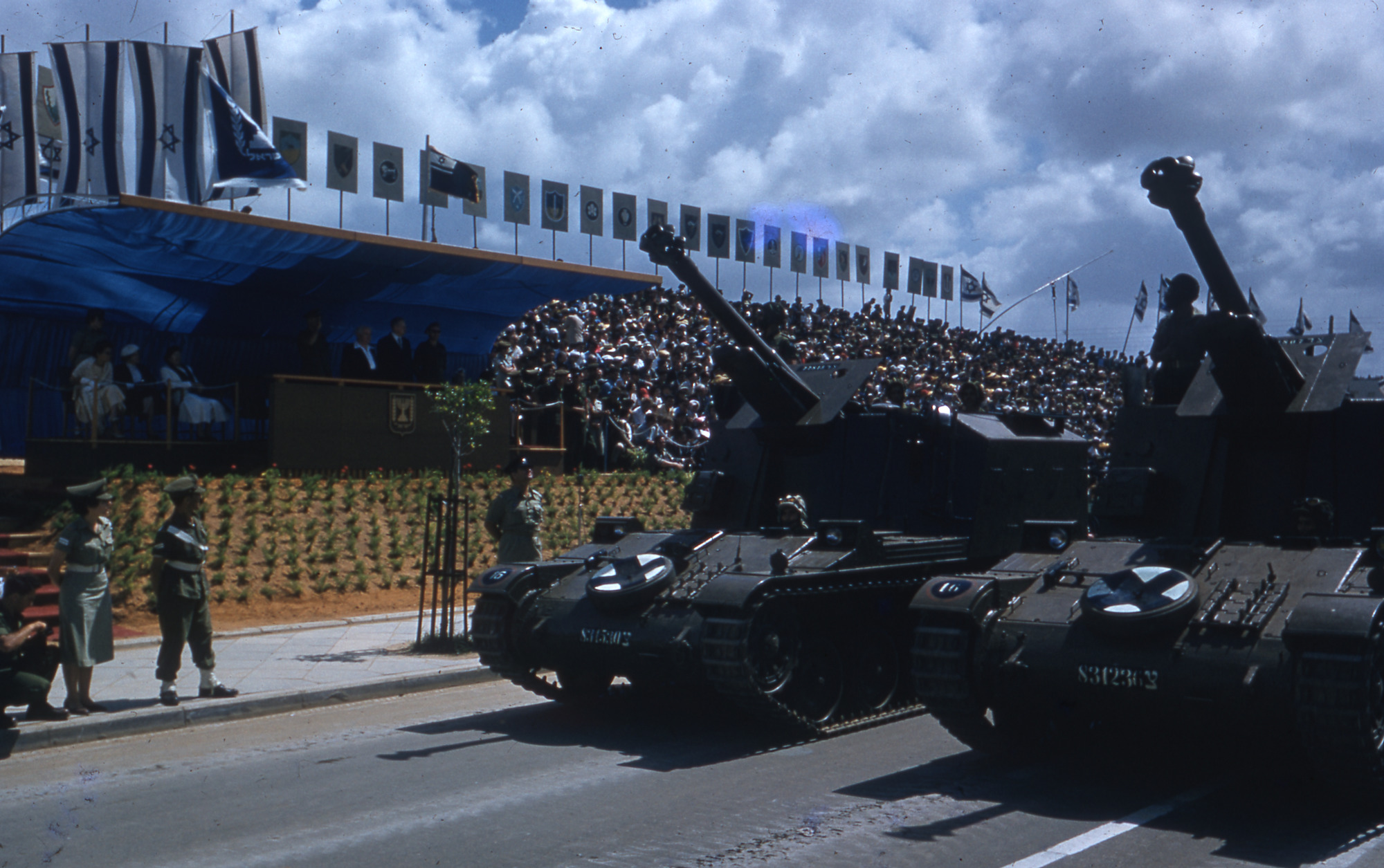
Israelische AMX-105A während einer Militärparade in Israel (1957)

- Frankreich – unbekannte Anzahl
- Indonesien – 4
- Israel – 60
- Marokko – 45
- Niederlande – 82
- Schweiz – 4 (nur für Tests)

Daten aus